# Forman Motor Manufacturing
Die Forman Motor Manufacturing Co. Ltd. war ein britischer Automobil- und Motorenhersteller aus Coventry (Warwickshire). Zwischen 1904 und etwa 1907 wurden dort Mittelklassemodelle gebaut.
Der Forman 12 hp hatte einen Vierzylinder-Reihenmotor mit 1,8 l Hubraum und war mit Radständen von 2337 mm oder 2438 mm erhältlich.
Größer war der Forman 18 hp. Sein Vierzylindermotor besaß 2,8 l Hubraum und das Fahrgestell wurde nur mit 2438 mm Radstand gefertigt.
Eine andere Quelle nennt die Modelle 12/14 hp mit einem Zweizylindermotor und 14 hp mit einem Vierzylindermotor und Kardanantrieb.
Es entstanden nur wenige Exemplare, bevor die Firma wieder ihre Tore schloss.

## Modelle
| Modell   | Bauzeitraum | Zylinder | Hubraum  | Radstand     | Quelle |
| -------- | ----------- | -------- | -------- | ------------ | ------ |
| 12 hp    | 1904        | 4 Reihe  | 1810 cm³ | 2337–2438 mm | [ 3 ]  |
| 18 hp    | 1904        | 4 Reihe  | 2799 cm³ | 2438 mm      | [ 3 ]  |
| 12/14 hp | 1904–1907   | 2        |          |              | [ 2 ]  |
| 14 hp    | 1904–1907   | 4        |          |              | [ 2 ]  |